# 梁映恩
梁 映恩（ヤン・ヨンウン、朝鮮語: 양영은、1977年 5月7日 - ）は、大韓民国の韓国放送公社 (KBS) 所属の記者。 

## 学歴
- 1996年 〜 2000年、ソウル大学校 仏語仏文学科 学士 (英語英文學科 複数専攻) (1996学番)

## 経歴
- 2001年 27期 KBS 公開採用の 報道本部 記者
- 2002年 - 2003年 KBS清州放送総局 記者 地域勤務